# Distrito de Bruck an der Mur

Bruck an der Mur es un distrito del estado de Estiria, Austria. Bruck an der Mur se fusionó con el distrito de Mürzzuschlag para formar el nuevo distrito de Bruck-Mürzzuschlag el 1 de enero de 2013.

## Municipios
Barrios, aldeas y otras subdivisiones del municipio se indican con letras pequeñas.
- Aflenz Kurort
- Aflenz Land
  - Döllach, Dörflach, Graßnitz, Jauring, Tutschach
- Breitenau am Hochlantsch
  - Sankt Erhard, Sankt Jakob-Breitenau
- Bruck an der Mur
  - Berndorf, Kaltbach, Pischk, Pischkberg, Übelstein, Wiener Vorstadt
- Etmißl
  - Lonschitz, Oisching
- Frauenberg
  - Graschnitzgraben
- Gußwerk
  - Aschbach, Gollrad, Greith, Wegscheid, Weichselboden
- Halltal
  - Freingraben, Mooshuben, Rechengraben, Schöneben, Walstern
- Kapfenberg
  - Arndorf, Deuchendorf, Diemlach, Einöd, Emberg bei Bruck an der Mur, Emberg bei Kapfenberg, Floning, Hafendorf, Krottendorf, Pötschach,  Sankt Martin, Schörgendorf, Stegg, Winkl
- Mariazell
  - Rasing
- Oberaich
  - Heuberg, Kotzgraben, Mötschlach, Oberdorf, Picheldorf, Sankt Dionysen, Urgental, Utschtal
- Parschlug
  - Göritz, Pogier
- Pernegg an der Mur
  - Gabraun, Kirchdorf, Mautstatt, Mixnitz, Pernegg, Roßgraben, Traföß, Zlatten
- Sankt Ilgen
- Sankt Katharein an der Laming
  - Hüttengraben, Oberdorf, Obertal, Rastal, Untertal
- Sankt Lorenzen im Mürztal
  - Alt-Hadersdorf, Fuscht, Gassing, Lesing, Mödersdorf,  Mürzgraben, Nechelheim, Pogusch, Scheuchenegg
- Sankt Marein im Mürztal
  - Graschnitz, Schaldorf, Sonnleiten-Wieden
- Sankt Sebastian
  - Grünau, Thörl, Fölz, Hinterberg (Gemeinde Thörl), Palbersdorf
- Thörl
  - Fölz, Hinterberg, Palbersdorf
- Tragöß
  - Oberort, Pichl-Großdorf, Tal, Unterort
- Turnau
  - Au bei Turnau, Göriach, Seewiesen, Stübming, Thal